# Distretto di Krachi Ovest
Il distretto di Krachi Ovest (ufficialmente Krachi West District, in inglese) è un distretto della Regione di Oti del Ghana.